# Vimy Peak
Vimy Peak är en bergstopp i Kanada.   Den ligger i provinsen Alberta, i den södra delen av landet, 2 900 km väster om huvudstaden Ottawa. Toppen på Vimy Peak är 2 065 meter över havet.
Terrängen runt Vimy Peak är bergig åt sydväst, men åt nordost är den kuperad. Trakten runt Vimy Peak är nära nog obefolkad, med mindre än två invånare per kvadratkilometer..
I omgivningarna runt Vimy Peak växer i huvudsak barrskog.